# Jacques Nicolas Ernest Germain de Saint-Pierre
Jacques Nicolas Ernest Germain de Saint-Pierre, född 1 december 1814 i Saint-Pierre-le-Moûtier, Nièvre, död 28 juni 1882 i Hyères, Var, var en fransk botaniker.
Auktorsnamnet Germ. kan användas för Jacques Nicolas Ernest Germain de Saint-Pierre i samband med ett vetenskapligt namn inom botaniken; se Wikipediaartiklar som länkar till auktorsnamnet.